# Stade Robert Champroux
Das Stade Robert-Champroux ist ein Mehrzweckstadion in Abidjan, der ehemaligen Hauptstadt der Elfenbeinküste. Es wurde nach dem ehemaligen französischen Boxer und späteren Boxpromoter Robert Champroux benannt, der seinen Sport seit 1950 an der Elfenbeinküste etablierte. Auf der Anlage im Stadtteil Marcory werden Fußball und Rugby gespielt, zudem finden im Stadion Konzerte und andere Großveranstaltungen statt. Bis zu 20.000 Zuschauer finden dort Platz. Die Verlegung des Kunstrasens 2007 wurde vorgenommen, da der Platz aufgrund seiner intensiven Nutzung FIFA-Anforderungen für internationale Begegnungen nicht mehr erfüllte.
Am 11. Oktober 2008 trafen in einem Qualifikationsspiel zur WM 2010 im Stade Robert Champroux die Nationalmannschaften der Elfenbeinküste und von Madagaskar aufeinander. Dies gewannen die Ivorer mit 3:0.